# Nick Diaz
Nicholas Robert Diaz (født 2. august 1983 i Stockton, Californien i USA) er en amerikansk tidligere MMA-udøver af mexicansk afstamning. Han er tidligere mester i Strikeforces weltervægtsdivision. Han har konkurreret i amerikanske Ultimate Fighting Championship (UFC), World Extreme Cagefighting (WEC) og EliteXC, samt japanske Pride Fighting Championship (Pride) og DREAM. Diaz fik sort bælte i Brasiliansk Jiu-jitsu den 8. maj 2007. Diaz træner på Cesar Gracie Jiu-Jitsu Academy i Pleasant Hill, Californien, sammen med andre fremstående MMA-kæmpere, deriblandt Nicks yngre bror Nate Diaz, Jake Shields og Gilbert Melendez. Diaz har aldrig tabt en kamp på submission og har kun tabt 1 kamp på knockout ud af 35 kampe. Han er kendt for sin akavede boksning, god kondition og farlig gulvkamp.

## Baggrund
Diaz, der er af mexicansk og engelsk afstamning blev født og voksede op i Stockton i Californien. Diaz gik på Tokay High School i Lodi, Californien, i et år før han droppede ud. På første året var han en del af svømmeholdet. Diaz begyndte at træne karate og aikido fra en ung alder deltog også i brydning-turneringer i sine teenageår. Han startede med at træne Sambobrydning i en alder af 16 år under Bulgariens nationale Sambo-mester Valeri Ignatov. Han fik sort bælte i Brasiliansk Jiu-jitsu af Cesar Gracie den 8. maj, 2007.
Diaz fik sin første professionelle MMA-kamp den 31. august 2001 og efter at have vundet 7 af sine 9 første kampe skrev han kontrakt med organisationen Ultimate Fighting Championship (UFC) i 2003.

### Ultimate Fighting Championship
Under de følgende tre år fik Diaz 10 kampe i organisationen med 6 sejre og 4 nederlag som resultat. Han tabte sine sidste 3 kampe på kontrakten til Diego Sanchez (The Ultimate Fighter-vinderen) på The Ultimate Fighter 2 Finale den 5. november, 2015, Joe Riggs på UFC 57 den 4. februar, 2006 og Sean Sherk (tidligere mester i letvægt) den 15. april, 2006 på UFC 59. Alle nederlag var via enstemmig afgørelse.
Diaz fik derefter ikke fornyet sin kontrakt med UFC og skrev derfor kontrakt med japanske organisation Pride. Han debuterede i Pride i februar, 2007 hvor organisationen afholdte sit andet galla i USA og mødte den regerende letvægtsmester Takanori Gomi. Diaz vandt kampen via submission men resultatet ændredes senere til no contest da Diaz dopingtest var positivt for THC. Matchen mod Gomi blev hans eneste i Pride og han skrev i stedet for kontrakt med organisationen EliteXC, hvor han debuterede i september samme år.
Den 30. januar 2010 blev Diaz mester i weltervægt i organisationen Strikeforce efter at have besejret Marius Žaromskis via knockout på Strikeforce: Miami. Diaz vandt sin 10. kamp i træk og forsvarede sin Strikeforce-titel for tredje gang da han besejrede Paul Daley i hovedkampen på Strikeforce: Diaz vs. Daley den 9. april 2011.
Herefter blev det offentliggjort at Diaz skulle møde B.J. Penn i hovedkampen på UFC 137 den 29. oktober, 2011. Diaz vandt via enstemmig afgørelse. Diaz udfordrede St. Pierre interviewet efter kampen, der skulle have mødt Condit ved samme stævne men var tvunget til at melde fra på grund af en knæskade.
Som følge af sin succesfulde sejr var det meningen at Diaz skulle møde Georges St-Pierre UFC-weltervægt-titlen på UFC 143 under Super Bowl-weekenden. Men på grund af en skade måtte St-Pierre melde afbud og Diaz fik herefter en kamp mod Carlos Condit i UFC 143 den 4. februar 2012 om at få en kamp mod St-Pierre. Kampen gik alle 5 omgang og Carlos kom ud som vinder via enstemmig afgørelse, Diaz var ikke enig og udtalte i det efterfølgende interview: "I'm done with this shit, he was running all the time, I pushed him back to the cage, got the takedowns and he still won. I'm just done with this shit".
Den 16. marts 2013 vendte Diaz tilbage, efter over et års fravær, for at møde den daværende weltervægtsmester Georges St-Pierre på UFC 158. Diaz tabte via enstemmig afgørelse. Efter nederlaget fik han først en kamp, knap 2 år senere den 31. januar 2015. Han mødte den tidligere mellemvægtsmester Anderson Silva op UFC 183. Han tabte også denne kamp via enstemmig afgørelse.
Kampresultatet i mødet mellem Nick og Anderson blev ændret koder derefter til en "No Contest", då Silva testede positivt for Anabolt steroid og Diaz testede positivt for Tetrahydrocannabinol. For det det positive resultat fik Nick karantæne i fem år, samt kommer til at betale en både på 1 mio. kroner.

## Privatliv
Diazs bror Nate Diaz er også en professional MMA-kæmper, der konkurrerer i UFC. Begge Diaz brødre er fortalere for cannabis. De driver på nuværende tidspunkt en brasiliansk Jiu-jitsu-skole i Lodi, Californien (Gracie Fighter 209).

### Husvold-anholdelse
Den 25. maj 2018 blev det rapporteret, at Diaz blev arresteret den 24. maj og blev anklaget for to sager bestående af husvold; en forbrydelse for strangulering og overfald.

### Dokumentaren Fight Life
Diaz optræder i dokumentarfilmen Fight Life (2013), der omhandler MMA-udøveres liv uden for buret. Filmen er instrueret sf James Z. Feng og vandt Best Documentary Award på the United Film Festival.

## Pay-per-view-kampe
| Dato              | Kamp               | Stævne  | Antal købte |
| ----------------- | ------------------ | ------- | ----------- |
| 29. oktober, 2011 | Penn vs. Diaz      | UFC 137 | 280,000     |
| 4. februar, 2012  | Diaz vs. Condit    | UFC 143 | 400,000     |
| 16. marts, 2013   | St-Pierre vs. Diaz | UFC 158 | 950,000     |
| 31. januar, 2015  | Silva vs. Diaz     | UFC 183 | 650,000     |

## Championships and hæder

### Priser, rekorder og hæder
- Ultimate Fighting Championship
  - Fight of the Night (1 gang) vs. B.J. Penn[28]
  - List of UFC bonus award recipients|Submission of the Night (1 gang) vs. Josh Neer [29]
- Strikeforce
  - Strikeforce-weltervægtmester (1 gang; første)
  - Most successful welterweight title defenses in Strikeforce (3 gange)
  - Most consecutive welterweight title defenses in Strikeforce (3 gange)
  - 2010 Fight of the Year vs. KJ Noons on October 9
- World Extreme Cagefighting
  - WEC Welterweight Championship (1 gang; den første)
- International Sport Karate Association
  - ISKA MMA Americas Welterweight Championship (1 gang)
- International Fighting Championship
  - IFC U.S. Welterweight Championship (1 gang)
  - One successful title defense
  - IFC Americas Welterweight Championship (1 gang)
- Ultimate Athlete
  - UA 4 Welterweight Tournament 2. plads
- Sherdog Awards
  - 2011 Round of the Year  vs. Paul Daley den 9. april; Round 1
  - 2011 All-Violence First Team[30]
- Inside Fights
  - 2007 Fight of the Year  vs. Takanori Gomi on den 24. februar

### Submission grappling
- US Brazilian Jiu-Jitsu Open
  - 2004 Purple Belt Gold Medalist
- Pan-American Championship Jiu Jitsu
  - Pan-American Brown Belt Medium Weight Division Championship